# Ligne de basse

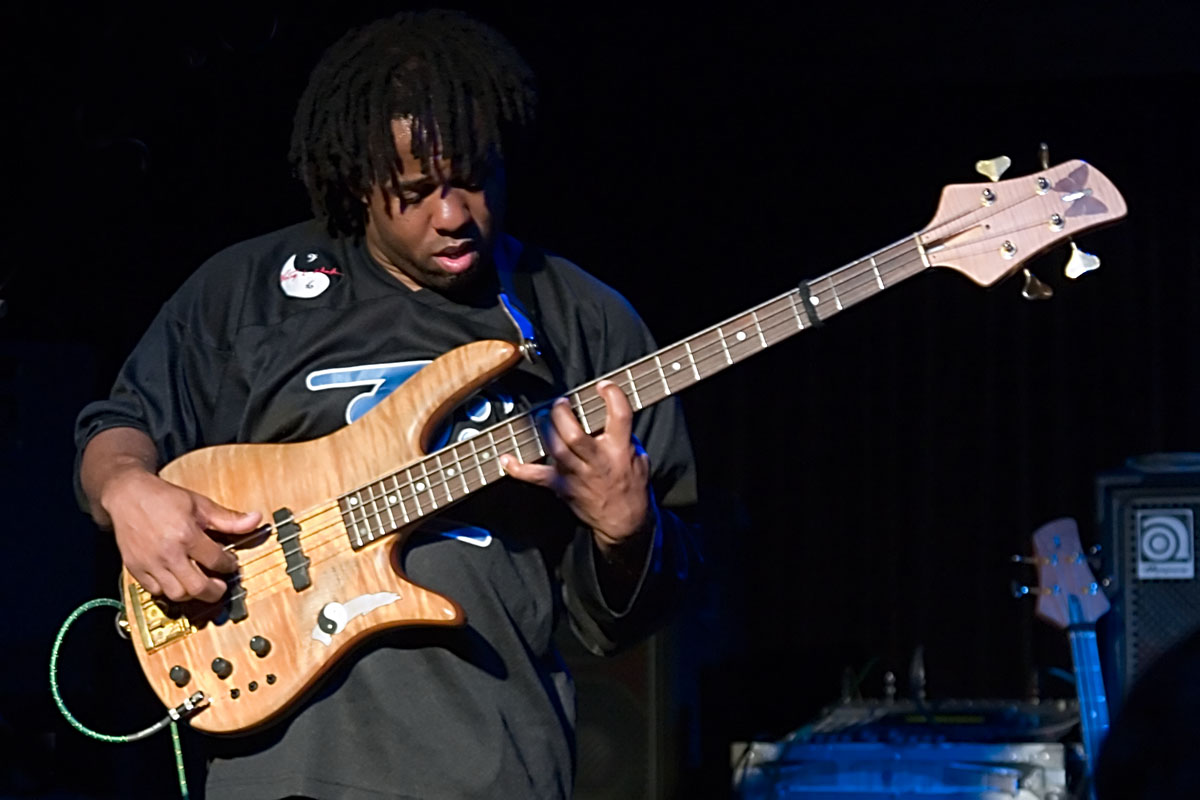
Victor Wooten jouant de la basse électrique.

Une ligne de basse est une phrase jouée au long d'un morceau, dans les graves, par un instrument de section rythmique, tel que la basse, la contrebasse, le violoncelle, le tuba ou les claviers (piano, orgue, orgue électrique, synthétiseur).

## Description

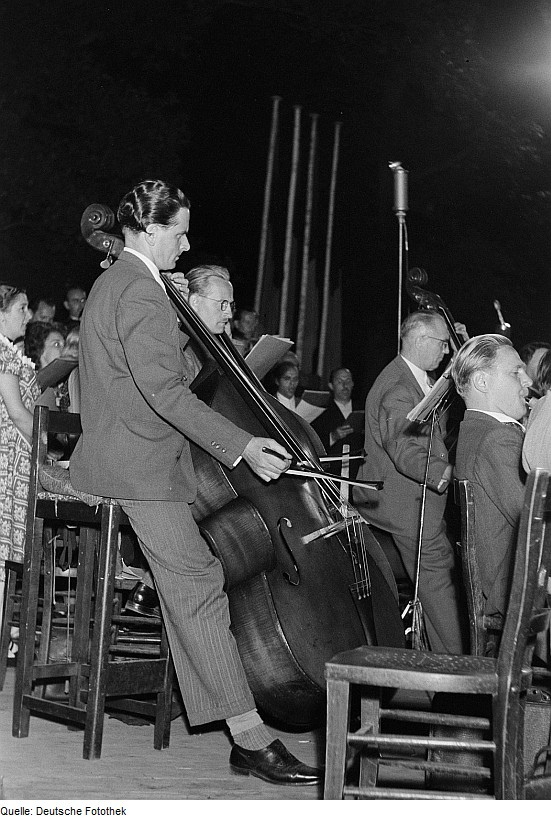
Section allemande de contrebasse en 1952. Le musicien sur la gauche utilise un archet allemand.

Lors d'interprétations en solo, les lignes de basse peuvent être simplement jouées dans le registre le plus grave de n'importe quel instrument, comme la guitare, tandis que la mélodie et/ou les accompagnements additionnels sont joués dans les registres moyen à supérieur.
Dans la musique populaire, les lignes de basse  utilisent souvent des « riffs » ou des « grooves », qui sont généralement des motifs musicaux répétés, avec des variations, tout au long de l'œuvre. « La basse diffère des autres voix à cause du rôle particulier qu'elle joue dans le support et la définition du motif harmonique. Elle le fait à des niveaux allant des événements immédiats accord après accord jusqu'à une plus large organisation harmonique d'une œuvre tout entière ». Les riffs de ligne de basse mettent généralement l'accent sur la tonique de chaque accord, ou la tierce, la quinte, ou la tonale à l'octave, ce qui aide à reconnaître la tonalité d'un morceau. En même temps, les lignes de basse travaillent aux côtés des percussions, batterie et autres instruments rythmiques pour créer une pulsation rythmique claire.

« [La ligne de basse] constitue la fondation de l'harmonie. »

— Gioseffo Zarlino 1561:239, 1558:179

« [on] peut voir en elle [la ligne de basse] toutes les autres parties dans leur essence originelle. »

— Thomas Campian 1967:327

« [La ligne de basse est] le terreau ou la fondation sur laquelle chaque composition musicale se doit d'être érigée. »

— Christopher Simpson 1667:19

« [La ligne de basse est] la base et la fondation de toutes les autres parties, car on les construit en se basant sur elle. »

— Charles Masson 1669:31
Le style de pulsation rythmique des lignes de basse varie grandement en fonction du style musical. Dans le jazz swing et dans le jump blues, les lignes de basses sont fréquemment créées par une séquence continue de noires, généralement dans le ton et le rythme, ce que l'on appelle une walking bass. Dans la musique latine, la salsa, le jazz fusion, le reggae, la musique électronique et certains genres de rock et de metal, les lignes de basse peuvent se montrer fortement complexes rythmiquement et syncopées. Dans le bluegrass et la musique country traditionnelle, les lignes de basse se concentrent plutôt sur la tonique et la quinte de chaque accord.